# Tell Sabi Abyad
Pour les articles homonymes, voir Tell et Sabi.
Tell Sabi Abyad est un site archéologique situé actuellement en Syrie du Nord, dans la vallée du Balikh (à mi-chemin entre Alep et Mari), région longtemps ignorée des archéologues car réputée pauvre et insalubre.
Il a été occupé de manière discontinue sur une très longue période, du VIe millénaire (Néolithique) jusqu'à la fin du IIe millénaire av. J.-C. (âge du bronze récent).
Le site est formé de quatre tells de 0,5 à 5 hectares numérotés Tells Sabi Abyad I à IV et d'une profondeur de 60 mètres.
Le plus étendu des quatre tells, Tell Sabi Abyad I, a été occupé pendant la période du bronze final. Il comporte les restes bien conservés d'une petite forteresse assyrienne avec des archives abondantes de textes cunéiformes de la fin des XIIIe et XIIe siècles av. J.-C.. Le site a alors été le siège de l'un des hommes les plus influents de cette époque en Assyrie : le grand vizir et vice-roi Ili-Pada.

## Fouilles
Depuis 1986, d'importantes fouilles ont été conduites par le musée de Leyde et sous la direction de P. Akkermans, sur trois d'entre eux (I, II et III). Le quatrième ne peut pas être fouillé parce qu'il sert actuellement de cimetière aux habitants du village de Hammam at‑Turkman (en arabe : ḥammām al-turkmān, حمام التركمان) et est pratiquement complètement recouvert par les tombes récentes. Les fouilles montrent que ces sites ont été occupés entre 7500 et 5500 av. J.-C., mais pas toujours de façon simultanée : Les habitants se sont déplacés d'un site à l'autre au cours des siècles. Les fouilles sont aujourd'hui à l'arrêt à la suite de l'avancée de l'État islamique et le site a été pillé par les terroristes.

## Occupation néolithique
L'occupation néolithique de Sabi Abyad remonte aux alentours de 7000 av. J.-C., et dure jusqu'aux environs de 5700 av. J.-C., ce qui en fait une séquence très longue. Les trouvailles ont été faites sur un espace d'environ 5 hectares, mais les différentes phases d'occupation se font sur un espace bien plus réduit, de l'ordre de 0,5 à 1 hectare, et les villages successifs n'ont sans doute pas dépassé la centaine d'habitants.
Les niveaux les plus anciens ont un habitat de forme rectangulaire, des maisons comprenant plusieurs pièces, avec des murs faits en pisé ou en dalles d'argiles, plâtrés en blanc. Les foyers, fours et contenants de stockage fixes sont parfois situés à l'intérieur, mais plus souvent à l'extérieur. Des terrasses artificielles de 7 × 6 mètres environ, avec une hauteur de 1 m, sont érigées sur le site, afin de servir de fondations à des habitations, ou bien sans constructions dessus.
La céramique apparaît dès les phases anciennes, vers 6900-6800 av. J.-C., ce qui en fait une des plus anciennes attestations en Syrie. Il s'agit de poteries à dégraissant minéral, parfois peintes. Après 6700 apparaît une poterie à dégraissant végétal produite en grande quantité, la plupart du temps sans décor.
Vers 6200 av. J.-C. l'architecture connaît des changements avec l'apparition de grandes structures de stockage, et des petits bâtiments circulaires (« tholoi »), ce qui marque le début de la culture de Halaf. La poterie à décor connaît un développement important, sous différentes formes. Les fusaïoles en argile sont nombreuses, témoignant de l'essor de la production de textiles. Ces niveaux ont également livrés des sceaux, qui indiquent que des procédures administratives se mettent en place, sans doute pour le contrôle des espaces de stockage et de la circulation des produits qui y sont emmagasinés.
Le niveau du « village brûlé », détruit comme son nom l'indique par un incendie, vers 6000 av. J.-C., a livré de nombreux objets figés dans la catastrophe : poteries, vases en pierre, objets en silex et obsidienne, matériel de broyage en pierre, figurines, ornements, empreintes de sceaux sur argile. Les greniers ou magasins, occupant le centre du village, sont des structures rectangulaires de plan tripartite, constituées de petites pièces de 3 à 5 m³. Autour se trouvent des « tholoi » de 4 mètres de diamètre, qui ont souvent une durée d'existence courte, étant régulièrement remplacés par des nouveaux.
Au début du VIe millénaire av. J.-C. une structure monumentale est construite sur le site, d'environ 18 × 10 m, et peut-être une vingtaine de pièces, qui sert peut-être de grenier collectif. Sa façade plâtrée est décorée de niches, et le bâtiment comprenait peut-être un étage.

## Une forteresse d'époque médio-assyrienne

### L'occupation d'époque médio-assyrienne
L'occupation médio-assyrienne, fouillée sur environ 1 hectare, est dominée par un bâtiment fortifié de base carrée, ou dunnu, érigé au sommet du tell néolithique et mesurant 60 mètres de côté. L'occupation s'étend d'environ 1225 à 1120 av. J.-C., sur cinq phases principales. Le niveau le plus ancien (7) date de l'époque du Mittani et les suivants (6 à 3) de l'époque médio-assyrienne. Le cœur de l'établissement est occupé par un tour carrée aux murs massifs, de base 20 × 23 mètres. Elle borde un édifice « palatial » de plan tripartite, organisé autour d'une salle de réception centrale allongée, bordée sur ses deux longs côtés par plusieurs chambres et pièces de vie, comprenant aussi des salles de bains et toilettes. Les bâtiments disposés autour ont des fonctions administratives et utilitaires : maisons, bureaux, magasins, ateliers de poterie, de brassage de bière, boulangerie. L'édifice connaît une importante destruction par le feu autour de 1180 av. J.-C., qui semble correspondre à la mort d'Ili-pada et à la mise à l'écart de son fils Ninurta-apil-Ekur avant sa prise de pouvoir. Il est en partie reconstruit, mais l'établissement est de moindre importance. Une administration assyrienne semble présente sur place jusqu'aux dernières années du XIIe siècle av. J.-C..

### Les tablettes médio-assyriennes de Tell Sabi Abyad.
Découvertes surtout en 1997, il s'agit en tout de plus de 400 tablettes, la plupart datant du règne d’Assur-nerari III (1192-1187) ou des règnes précédents. Les textes se situaient surtout dans le « bâtiment aux archives », un bureau situé à l’entrée de la forteresse et incendié à la fin de l'époque médio-assyrienne. Les sceaux retrouvés nous montrent que c’est là que travaillait Tammite, l’intendant (abarakku) de la forteresse, sous les ordres d’Ili-Pada. Les produits y étaient reçus et les nombreux scellements étaient ensuite jetés dans la cour. L'empreinte d’une planche en bois prouve qu’elles se trouvaient alignées dans un coffre. Certaines sont intactes (scellement, avec un griffon à l’avers).
Ces textes, étudiés par F.A.M. Wiggermann, de l’université d’Amsterdam, sont surtout des textes administratifs mais on a aussi retrouvé des ordres de mission, de la correspondance privée, quatre textes divinatoires, deux hymnes à Ishtar à l’occasion d’un couronnement (écrits à Assur et ensuite envoyés, ils insistent sur le rôle du roi Assur-nadin-apli comme amant de la déesse). Enfin, il faut mentionner le traité entre le grand vizir Ili-Pada et les chefs des Nihsanu, tribu sutéenne. C’est un traité d’assistance mutuelle, par lequel les chefs sutéens promettent de ne pas venir en aide aux ennemis de l’Assyrie (Hatti, Subaréens et autres Sutéens) en les nourrissant. Le texte règlemente aussi l’achat de bière par les nomades. Dans l'ensemble, ces textes permettent de mieux comprendre le fonctionnement de la garnison et l'entremêlement des affaires privées et publiques de quelques hauts dignitaires comme Ili-Pada.

### Les dirigeants et leurs relations
Parmi les personnages importants mentionnés dans la documentation, il y a le grand vizir Assur-iddin, lié à la famille royale babylonienne (branche descendante d’Eriba-Marduk). Assur-iddin se rend à Tell Sabi Abyad lors de visites d’inspection et loge dans la citadelle où vit aussi son fils, Ili-Pada, qui gère les affaires privées de la famille en son absence. Ili-Pada apparaît dans les sources assyriennes comme grand vizir mais il se présente lui-même comme le « roi du Hanigalbat » (le sceau d'Ili-Pada est de style assyrien mais propose un thème assez rare, ce qui pose la question des origines de la famille) et l’un de ses fils, Ninurta-apil-Ekur, monte sur le trône en 1182. Ili-Pada entretient peut-être une cour puisqu'un texte mentionne les dépenses importantes en bière. Enfin, la documentation fait aussi ressortir le rôle de Tammite, un intendant d’Ili-Pada. Tammite porte un nom provenant d’Anatolie du Nord mais son sceau est très assyrien (thème du griffon), si bien que l’on ignore son origine. Ses activités ressemblent à celle d’un gouverneur mais il travaille et ne rend des comptes qu’à la famille d’Assur-iddin. Il gère les affaires quotidiennes (ordonne aux ouvriers, conclut des contrats, reçoit des invités et réceptionne des marchandises, il espionne, s’occupe de la douane). Plusieurs textes montrent les réprimandes qu’il doit subir. Tammite semble être responsable de la justice sur d'autres sites alentour puisque cinq textes sont des rapports envoyés à la cour, ou Tammitte raconte les sentences prononcées à la forteresse voisine de Sahlalu.

### L'exploitation du territoire provincial
Tell Sabi Abyad apparaît comme le chef-lieu de la région. De là, on y approvisionne les forteresses, reçoit les plaintes en cas de manquement ainsi que les demandes d’Assur. La main d’œuvre au service des dirigeants est importante : Tammitte emploie environ 1 000 personnes (environ 500 sont des esclaves, notamment des prisonniers de guerre, l’autre moitié des dépendants assyriens). Les textes administratifs montrent que l'on reçoit des travailleurs depuis Assur (ouvriers agricoles, tanneurs, briquetiers, chanteurs). Les "Subaréens" (Hourrites) sont les seuls à vivre dans la forteresse, sans doute emprisonnés dans la tour carrée. Plusieurs tablettes donnent des indices sur la surface agricole de la province : ainsi le grain stocké sur une année est de 487 300 litres, dont 66 300 sont conservés pour la moisson suivante et 84 400 sont redistribués aux alentours.
Des fermes se situaient autour de la forteresse et la mission hollandaise a également fouillé le site voisin de Khirbet esh-Shenef entre 1988 et 1991. L'étude des restes d'ossements nous renseigne également sur l'élevage dans la région : moutons et brebis sont rares (la moitié du total) et tués jeunes, alors que le nombre de porcs (de taille réduite) est plus important que d’habitude. Aussi, les équidés représentent 25 % des ossements retrouvés mais il s'agit surtout d'onagres, résultat de la chasse. De nombreux textes traitent de la livraison de matières premières pour créer de nombreux produits (harnachements de chevaux, pointes de flèches, pour les chars).
Enfin, la fonction douanière de la forteresse apparaît dans quelques textes et des marchands de Sidon, en route pour l'Assyrie, sont mentionnés. Ainsi, dans ce texte traduit par Wiggermann : « À Tammite, ainsi parle Nabu-nasir [fonctionnaire d’État] : Dès que tu auras lu ma lettre, agis ! Je t’ai ordonné de contrôler toi-même toutes les caravanes venant de Karkemish. J’ai dit : « Scelle toutes les marchandises. J’ai entendu dire que des caravanes arrivaient ; une fois encore, appose le sceau sur toutes les marchandises même si elles appartiennent à Ili-Padda, des princes ou des princesses. J’ai également entendu dire que des caravanes transportaient des onguents. S’il venait à en manquer, tu serais certainement exécuté ». Cet extrait illustre aussi l’apport le plus important de la documentation de tell Sabi Abyad : le partage du pouvoir royal médio-assyrien avec les grandes familles. Le site apparaît en effet comme le domaine réservé du grand vizir : c'est une résidence secondaire pour sa famille, même si son fonctionnement n’apparaît qu’en creux et son exploitation sert de base aux ambitions de cette famille, qui finit par monter sur le trône.